# Edward Riou

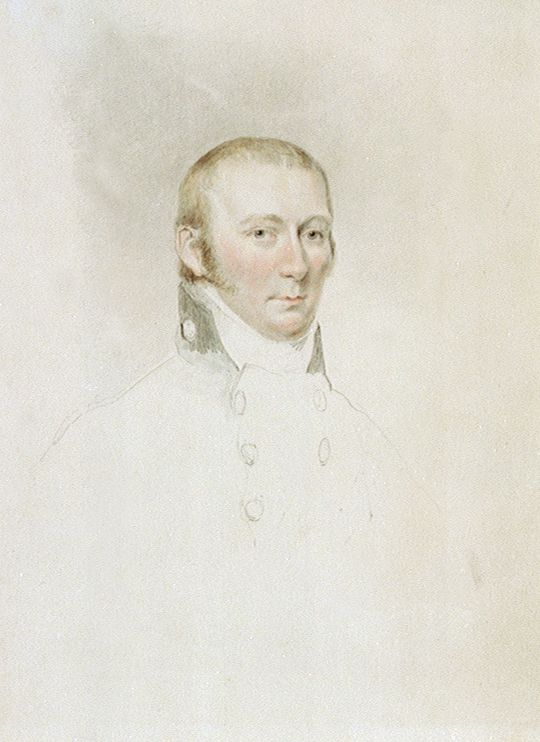
Le Captaine Edward Riou, aquarelle de John Jackson

Edward Riou (Mount Ephraim, près de Faversham (Kent), 20 novembre 1762-2 avril 1801) est un officier de marine britannique.

## Biographie
Il entre dans la Royal Navy en 1774 et sert en Grande-Bretagne puis en Amérique du Nord avant d'être engagé par James Cook comme aspirant lors de son dernier voyage.
En 1789, il commande le Guardian chargé de transporter des prisonniers en Australie. En voyage, il heurte un iceberg et son navire est gravement endommagé. Il refuse de l'abandonner, le maintient à flot durant neuf semaines et parvient à atteindre Le Cap. 

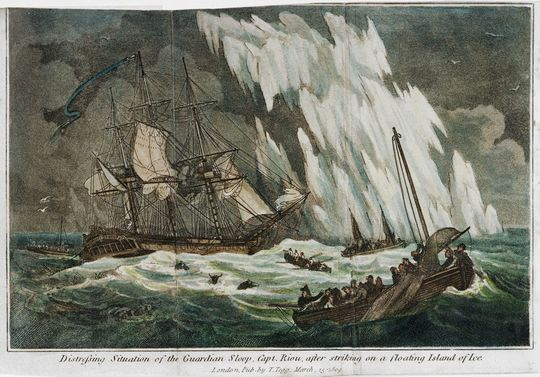
Le Guardian sous les ordres d'Edward Riou

Après plusieurs commandement dans les Antilles et dans l'Ouest de l'Inde, il est ensuite le capitaine de l'Amazon en mer Baltique sous les ordres de Hyde Parker (1801) puis, sous ceux d'Horatio Nelson, est tué par un boulet lors du siège de Copenhague en 1801.

## Hommages et distinctions

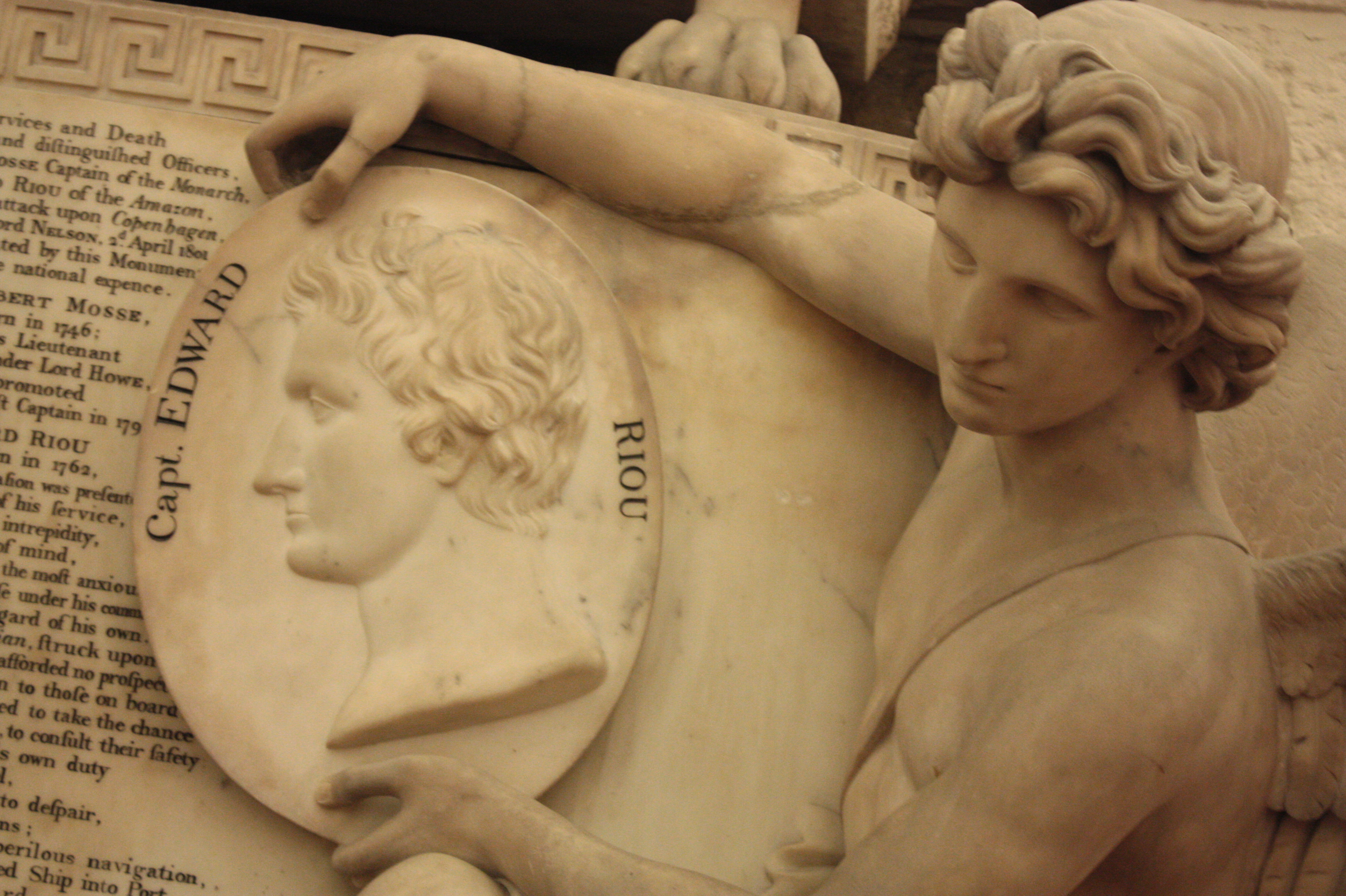
Monument à Edward Riou dans la Cathédrale Saint-Paul

- Un monument a été érigé en son honneur dans la Cathédrale Saint-Paul de Londres.
- Il est élu membre de la Société Royale en mai 1796.